# Región de Beni Melal-Jenifra
Beni Melal-Jenifra (en árabe: بني ملال - خنيفرة‎; bereber: ⴰⵢⵜ ⵎⵍⵍⴰⵍ - ⵅⵏⵉⴼⵕⴰ; en francés: Béni Mellal-Khénifra) es una de las doce regiones de Marruecos. Cubre un área de 28 374 km² y tiene una población de 2 520 776 habitantes, según el censo marroquí de 2014. La capital de la región es Beni Melal. Beni mellal es una ciudad árabe y amazigh

## Historia
Beni Melal-Jenifra se formó en septiembre de 2015 mediante la incorporación de la provincia de Khourigba de Chauía-Uardiga y la provincia de Jenifra de la región de Mequinez-Tafilalet a las tres provincias que anteriormente formaban la región de Tadla-Azilal.

## Geografía
Beni Melal-Jenifra se encuentra en el interior del país. Limita con Rabat-Salé-Kenitra al norte, Fez-Mequinez al noreste, Draa-Tafilalet al sureste, Marrakesh-Safí al suroeste y Casablanca-Settat al noreste. En la parte occidental y central de la región se encuentra la productiva llanura de Tadla irrigada por el río Morbeya. Esta llanura está bordeada por las montañas del Alto Atlas que atraviesan las partes sur y este de la región, y las estribaciones del Atlas Medio al norte.
Beni Melal-Jenifra comprende cinco provincias:
- Provincia de Azilal
- Provincia de Beni Melal
- Provincia de Fquih Ben Salah
- Provincia de Jenifra
- Provincia de Juribga